# ジョン・ラトリッジ
ジョン・ラトリッジ（英: John Rutledge、1739年9月17日 - 1800年7月18日）は、アメリカ合衆国サウスカロライナ州の政治家。州知事を務め、アメリカ合衆国憲法制定会議で代議員となり、批准された憲法に署名した。またアメリカ合衆国最高裁判所の判事となり、1795年8月から12月まで主席判事となった。アメリカ独立宣言に署名したエドワード・ラトリッジは弟である。

## 生い立ちと家族
ラトリッジはサウスカロライナ植民地チャールストンで大家族に生まれた。父はスコットランド系アイルランド人の移民ジョン・ラトリッジ・シニアで、母はイングランド人の子孫でサウスカロライナ生まれのサラ・ヘクストであった。
父はアルコール中毒の医者、イングランド国教会牧師、教師であったが、この父からは限られた教育しか受けなかった。1760年にロンドンのミドル・テンプル法曹院で法律の勉強をした後、イギリスの法廷弁護士として認められた。しかし、ほとんど時を経ずに、チャールストンに戻って実りある法律分野の経歴を歩み始め、また母の財産であるプランテーションと奴隷で資産を築いた。3年後、エリザベス・グリムケと結婚し、最終的に10人の子供をもうけるが、タウンハウスに転居して残りの人生の大半をそこで過ごした。

## 独立戦争前の活動
1761年、政治分野での活動を始めた。この年、クライストチャーチ教区から植民地議会議員に選出され、独立戦争までこの職を続けた。1764年に10ヶ月間、一時的に植民地検事総長を務めた。1765年に印紙法の問題が起きた頃にイギリスとの関係が悪化し、ラトリッジは植民地の自治を確保し続けたいと願っていたので、イギリスとの断絶を避けようとし、節度ある立場を維持した。しかし、印紙法会議では委員会の議長を務め、イギリス貴族院に対する請願書を書き上げた。
1774年、第一次大陸会議の代議員となり、そこでは穏健な問題処理を追求した。翌年も第二次大陸会議に出席した後に、サウスカロライナに戻って植民地政府の再建に貢献した。1776年、安全委員会で働き、州憲法の草稿作りに参加した。この年、バージニア州議会下院の議長となり1778年まで続けた。この時期に、新しい政府は多くの厳しい試練を経験した。
1778年、保守的なラトリッジは邦憲法の民主主義的な改訂を受け入れられず、その職を辞した。しかし、翌年に邦知事に選出された。困難な時代であった。イギリス軍がサウスカロライナに侵入し、植民地の軍隊は絶望的な状況にあった。議会が休会に入っていた1780年早くにチャールストンはイギリス軍に包囲された。5月に市は陥落し、アメリカ兵は捕虜となり、ラトリッジの資産は押収された。ラトリッジは何とかノースカロライナに逃れ、サウスカロライナを回復するために軍隊の召集に取り掛かった。1781年、ナサニエル・グリーン将軍と新しい大陸軍の助けもあって、邦政府を再建した。1782年1月、知事の職を辞し、邦議会下院の議員となった。戦争の間に被った財政的損失は取り戻せなかった。

## 独立戦争後
1782年から1783年は大陸会議の代表となった。翌1784年、邦衡平法裁判所に勤め、また再度邦議会下院議員となった（1784年 - 1790年）。1787年の憲法制定会議では最も影響力ある代議員の一人となり、穏健な民族主義者の立場を保ち、詳細委員会の委員長となり、あらゆるセッションに出席してしばしば効果的に発言し、また5つの委員会にも参加した。サウスカロライナの仲間代議員と同様に、活発に南部の利益を代弁した。奴隷貿易に関する権利には強い意見を持っており、もし奴隷制が許されなければ退席すると脅しさえした。

## 最高裁判所陪席判事
憲法下の新しい政府はすぐにラトリッジを魅了した。1789年には大統領選挙人となり、ジョージ・ワシントンは合衆国最高裁判所の陪席判事にラトリッジを指名したが、この職は2年間のみ務めた。1791年、サウスカロライナ州最高裁判所の主席判事となった。

## 最高裁判所第2代主席判事

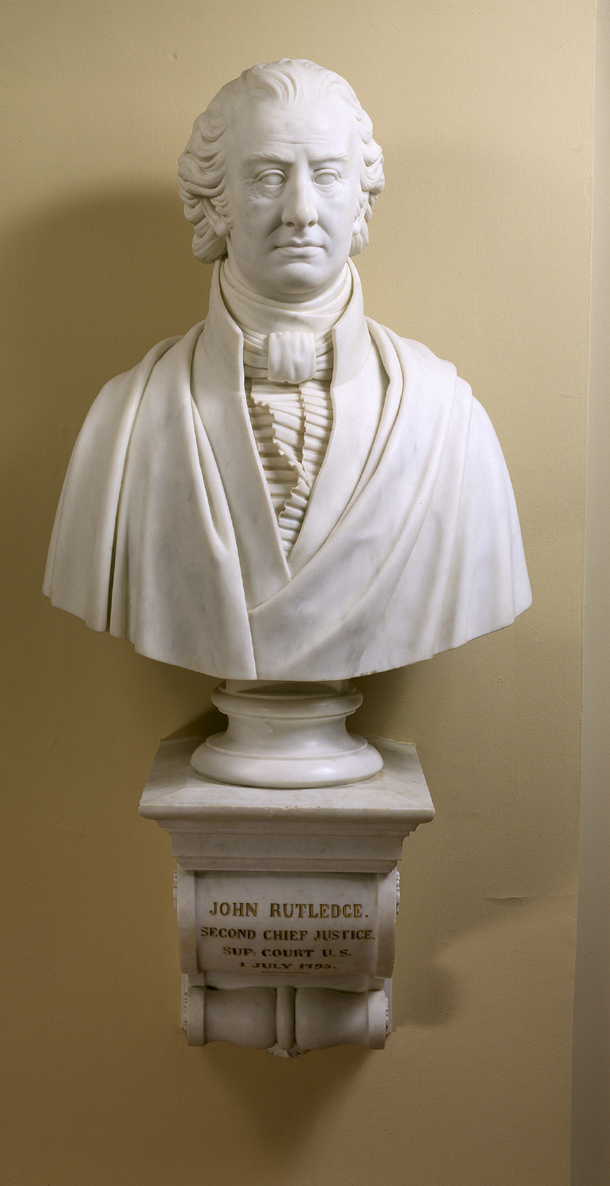
ジョン・ラトリッジ

1795年の合衆国上院が休会の時、ワシントンは再度ラトリッジを合衆国最高裁判所の、この時はジョン・ジェイに代わる主席判事に指名した。ラトリッジは1795年7月1日に着任した。
その後間もない7月16日、イギリスとの間に結ばれたジェイ条約を非難することで大きな論争を呼ぶ演説を行った。この演説の中で「このたわいもない文書に署名するくらいなら大統領は死んだ方が良い。それを採択するよりも戦争を選ぶ」と言ったということである。
ラトリッジはジェイ条約に明け透けに反対したことと、ラトリッジの妻が1792年に死んで以来、心の病を持っているとの噂があり、連邦党が支配するアメリカ合衆国上院は1795年12月15日にラトリッジに対する指名を拒絶した。その結果、ラトリッジに対する休会中の指名は上院会期の終わりに自動的に期限切れとなった。かくしてラトリッジはアメリカ合衆国最高裁判所の歴史の中で唯一人、不本意ながら職を追われ公的な経歴を終わらせることになった。しかし、そうしている間にも1期のみは裁判所にあって職務を遂行した。アレクサンダー・ハミルトンはラトリッジの正気を疑い、副大統領のジョン・アダムズは妻のアビゲイル・アダムズに宛てた手紙の中で、上院がラトリッジを拒んだことで「旧き友のために苦痛を覚えたが、彼がそれに値すると思わざるを得ない。主席判事は...根拠の薄弱な民衆の不満を煽ってはならないし、民衆の間に内輪揉めや分裂、闘争、妄想を広めてはならない。」と書いた。ラトリッジは1795年12月28日に主席判事から退いた直後に自殺を試みた。
ラトリッジは1800年に60歳で死に、チャールストンのセントミカエル聖公会教会に葬られた。1763年に建てられたと言われるラトリッジの家の一つは最終的に1790年に売却され、1989年に改修されてジョン・ラトリッジ・インとして公開された。
- 「人は自分の金でうまくやっていくことで、言うなればそれに神のイメージを捺し、それを通行証にして天国でも通用するようにする。」― ジョン・ラトリッジ